# Kościół Wniebowzięcia Najświętszej Maryi Panny w Sint-Truiden
Kościół Wniebowzięcia Najświętszej Maryi Panny (nid. Onze-Lieve-Vrouw-Hemelvaartkerk, znany również jako Onze-Lieve-Vrouwekerk) – rzymskokatolicka świątynia parafialna znajdująca się w belgijskim mieście Sint-Truiden.

## Historia
Kościół został wzniesiony na początku XII wieku przez Adelardusa II, opata pobliskiego klasztoru. Świątynia spłonęła wkrótce po powstaniu, ok. 1130 roku na jej miejscu wzniesiono nową, romańską budowlę. W XIV wieku na jej miejscu wybudowano gotycki kościół, w XV wieku przebudowano korpus nawowy, a w XVI wieku dobudowano kaplicę Najświętszej Maryi Panny. W 1668 roku zawaliła się wieża, nową wzniesiono dopiero w 1842 roku wg projektu Louisa Roelandta. W 2018 ukończono remont świątyni.

## Architektura i wyposażenie
Świątynia gotycka, trójnawowa, o układzie bazylikowym, z neogotycką wieżą. Na łuku tęczowym znajduje się fresk Sąd Ostateczny autorstwa Johannesa van den Eenheua z 1626 roku, a kaplicę Najświętszej Maryi Panny zdobi malowidło z wizerunkiem Matki Bożej Różańcowej, wykonane w 1860 przez Jules’a Helbiga. Większość wyposażenia reprezentuje neogotyk. Wewnątrz znajdują się dwa instrumenty organowe: starsze wykonał w 1874 roku miejscowy organmistrz Arnold Clerinx, a nowsze, neobarokowe, z lat 1996–2014, wykonało przedsiębiorstwo Orgelbau Schumacher. W tzw. skarbcu przechowywane są relikwie śś. Trudona i Eucheriusza, przechowywane w XVI-wiecznych relikwiarzach.

## Galeria

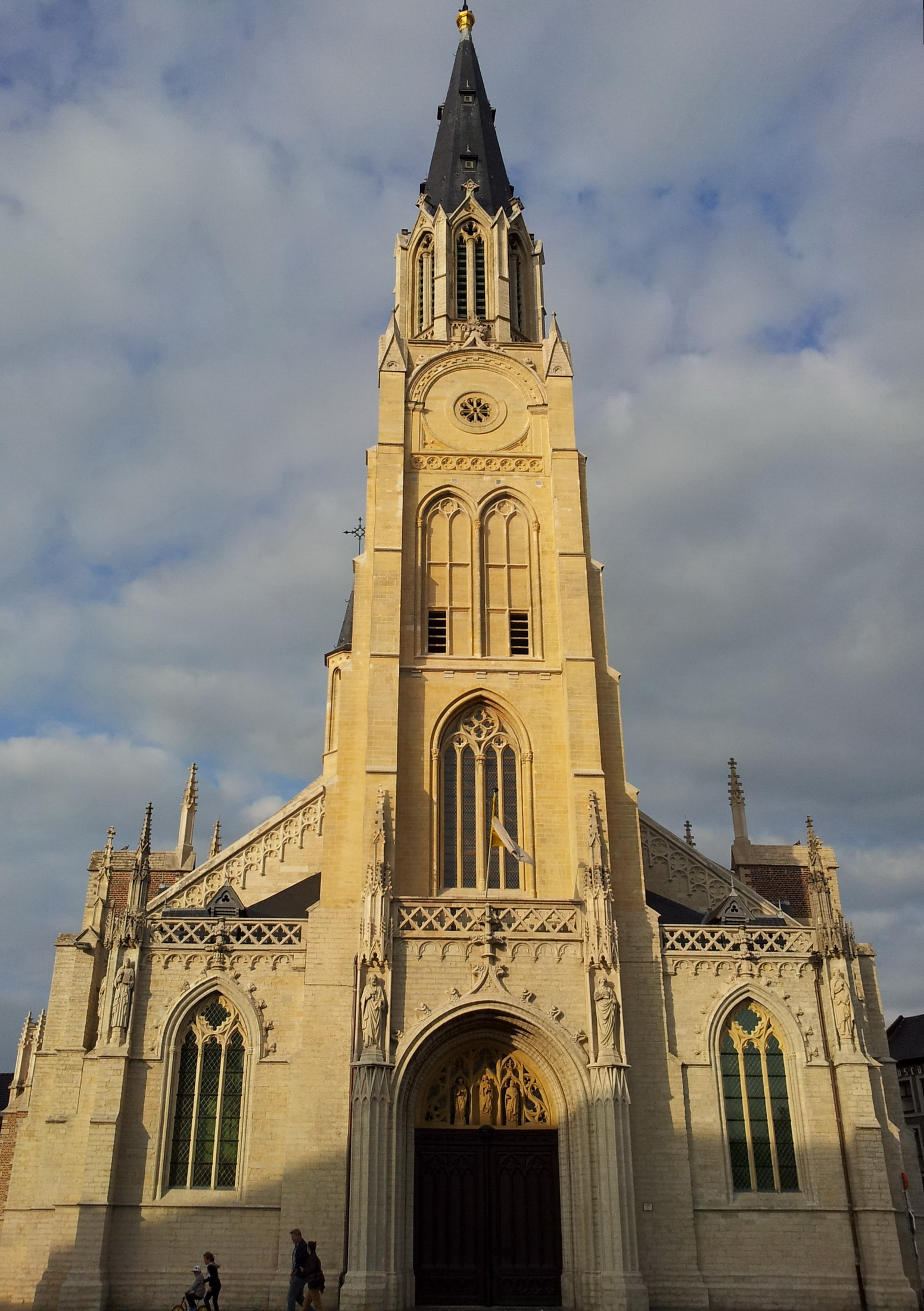
Fasada
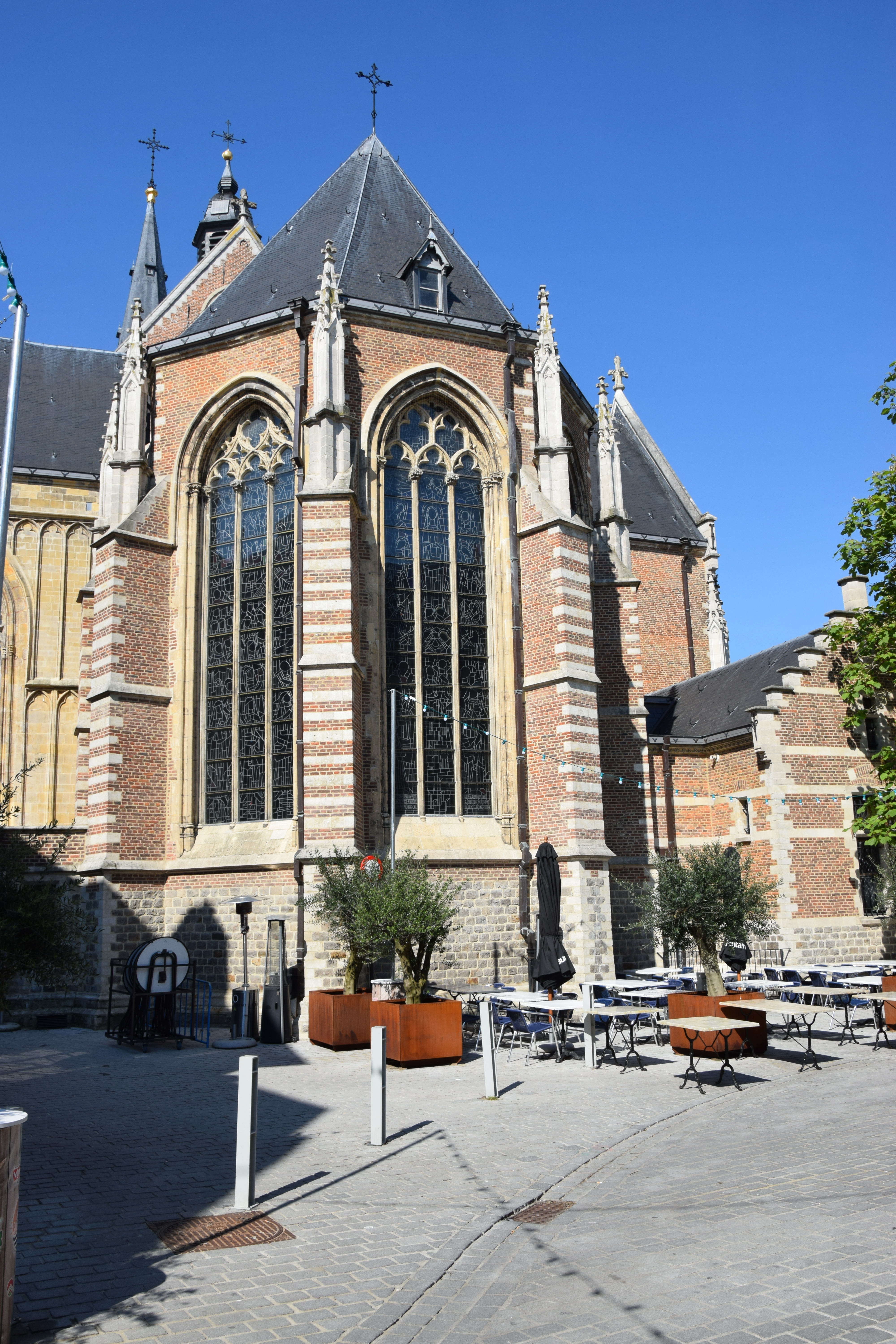
Absyda
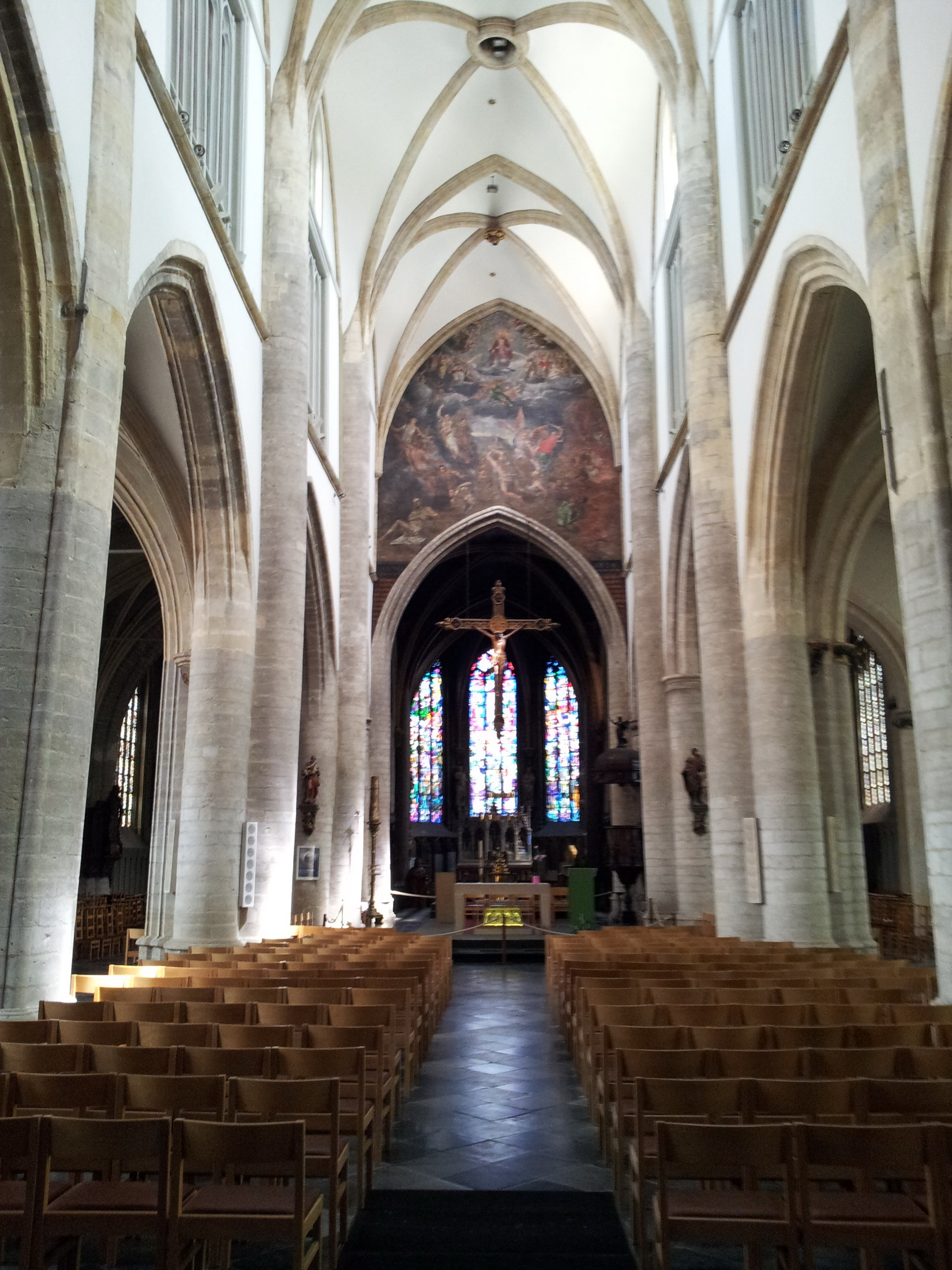
Wnętrze
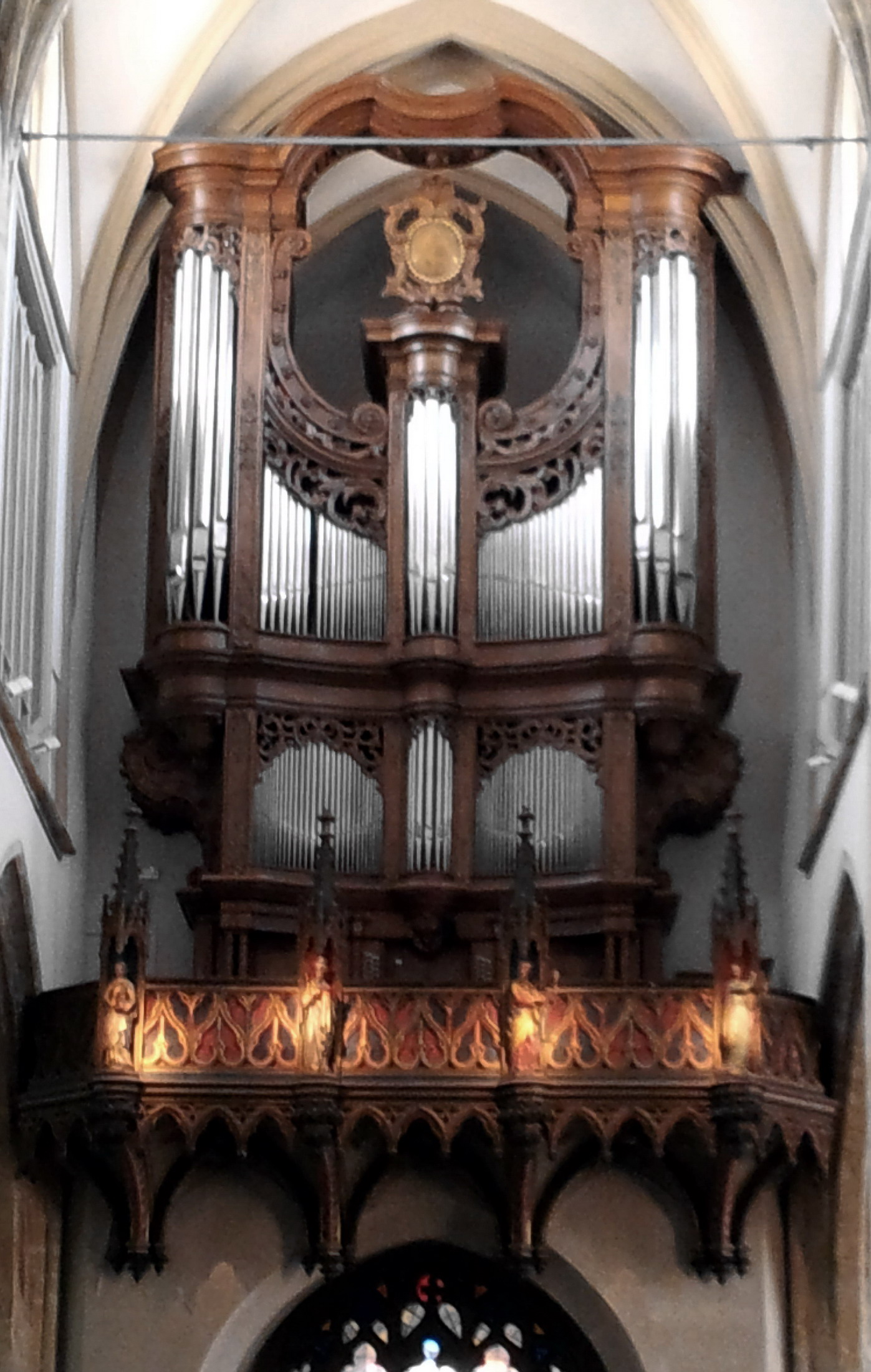
Organy Schumachera